# Romas Ubartas
Romas Ubartas (født 26. maj 1960 i Panevėžys, Sovjetunionen) er en litauisk tidligere atletikudøver (diskoskaster), der har vundet flere internationale mesterskabsmedaljer i diskoskast.

## Idrætskarriere
Ubartas begyndte at dyrke atletik seriøst som 15-årig og kom på det sovjetiske landshold i 1983. Hans første store resultat kom, da han i 1986 vandt guld i diskoskast ved EM i atletik for Sovjetunionen.
Ved OL 1988 i Seoul var det østtyske Jürgen Schult, der som regerende verdensmester og verdensrekordholder var favorit. I indledende runde var det dog vesttyske Rolf Danneberg, der var bedst, foran Ubartas og Schult. I finalen viste Schult sit format og kastede 68,82 m i første forsøg, hvilket også blev hans bedste kast hvilket var nok til guld. Ubartas kastede 67,48 m i sidste forsøg og sikrede sig dermed sølvmedaljen, mens Danneberg fik bronze med 67,38 m.
Under opløsningen af Sovjetunionen nægtede Ubartas at stille op for denne nation ved VM i atletik 1991, og i stedet var det Litauen, han repræsenterede ved OL 1992 i Barcelona. Ubartas var denne gang bedst i indledende runde foran Schilt, der nu repræsenterede det genforenede Tyskland. I finalen lagde Schilt bedst ud med 64,26 m foran cubaneren Roberto Moya med 64,12 m; Schilt forbedrede sig til 64,94 m, mens Ubartas først med sit femte forsøg kom op på 65,12 m, hvilket viste sig at være nok til guld, idet ingen andre kastere var bedre; Schilt fik dermed sølv, mens Moya fik bronze.
Ved VM 1993 i Stuttgart blev Ubartas nummer fire, men blev efterfølgende afsløret i dopingmisbrug, diskvalificeret og idømt karantæne i fire år. Efter karantænen var overstået forsøgte han at genoptage karrieren, men kunne ikke leve op til tidligere tiders succes. Han stillede op ved OL 2000 i Sydney, hvor han i øvrigt var litauisk fanebærer ved åbningsceremonien, men han var ikke i nærheden af at kvalificere sig til finalen i diskoskast. I 2002 indstillede han sin aktive karriere, og han fungerede senere som atletiktræner i hjemlandet.